# Санта Марија Ин Стеле (Верона)
Санта Марија Ин Стеле је насеље у Италији у округу Верона, региону Венето.
Према процени из 2011. у насељу је живело 913 становника. Насеље се налази на надморској висини од 109 м.